# Karen Chačanov
Karen Chačanov (rusky: Карен Абгарович Хачанов, Karen Abgarovič Chačanov, * 21. května 1996 Moskva) je ruský profesionální tenista arménského původu a stříbrný medailista mužské dvouhry z tokijské olympiády. Ve své dosavadní kariéře na okruhu ATP Tour vyhrál sedm singlových turnajů včetně Paris Masters 2018. K nim přidal jednu deblovou trofej. Na challengerech ATP a okruhu ITF získal sedm titulů ve dvouhře a jeden ve čtyřhře.
Na žebříčku ATP byl ve dvouhře nejvýše klasifikován v červenci 2019 na 8. místě a ve čtyřhře pak v lednu 2024 na 53. místě. Trénují ho Vedran Martić a José Clavet. Dříve tuto roli plnil bývalý španělský tenista Galo Blanco.
V ruském daviscupovém týmu debutoval v roce 2013 semifinálem 1. skupiny zóny Evropy a Afriky proti Jihoafrické republice, v němž vyhrál první dvouhru nad Deanem O'Brianem. přispěl tak k vítězství Rusů 5:0 na zápasy. V roce 2021 se stal členem vítězného družstva hrajícího pod hlavičkou Ruské tenisové federace. Do roku 2025 v soutěži nastoupil k třinácti mezistátním utkáním s bilancí 7–7 ve dvouhře a 2–6 ve čtyřhře.
V ruském týmu se zúčastnil Hopmanova poháru 2018 po boku Anastasije Pavljučenkovové. V základní skupině obsadili třetí místo.

## Tenisová kariéra
V červenci 2013 se stal mistrem Evropy v kategorii 18letých.
V rámci hlavních soutěží událostí okruhu ITF debutoval v březnu 2012, když v Ťumeni prošel kvalifikací. V úvodním kole však podlehl Alexeji Vatutinovi, když mu odebral jen tři gamy. Premiérový singlový titul na challengerech ATP vybojoval na istanbulském Amex-Istanbul Challengeru 2015, kde ve finále přehrál ukrajinského 53. hráče žebříčku Serhije Stachovského ve třech setech. Druhou trofej přidal na květnovém Samarkand Challengeru 2016 v uzbeckém Samarkandu po vítězství nad španělským tenistou Rubénem Ramírezem Hidalgem.
Ve věku 17 let a 157 dní se stal nejmladším ruským tenistou, jenž vstoupil do profesionálního tenisu (v sezóně 2013), čímž překonal věkový rekord Michaila Južného. Ve dvouhře okruhu ATP Tour debutoval po obdržení divoké karty na zářijovém St. Petersburg Open 2013, kde také dosáhl první kariérní výhry. Na úvod vyřadil Rumuna Victora Hănesca, aby poté nestačil na sedmého nasazeného Lukáše Rosola. O čtrnáct dní později postoupil do premiérového čtvrtfinále, když na moskevském Kremlin Cupu 2013 zdolal srbskou turnajovou trojku Janka Tipsareviće. Následně nenašel recept na Chorvata Iva Karloviće.

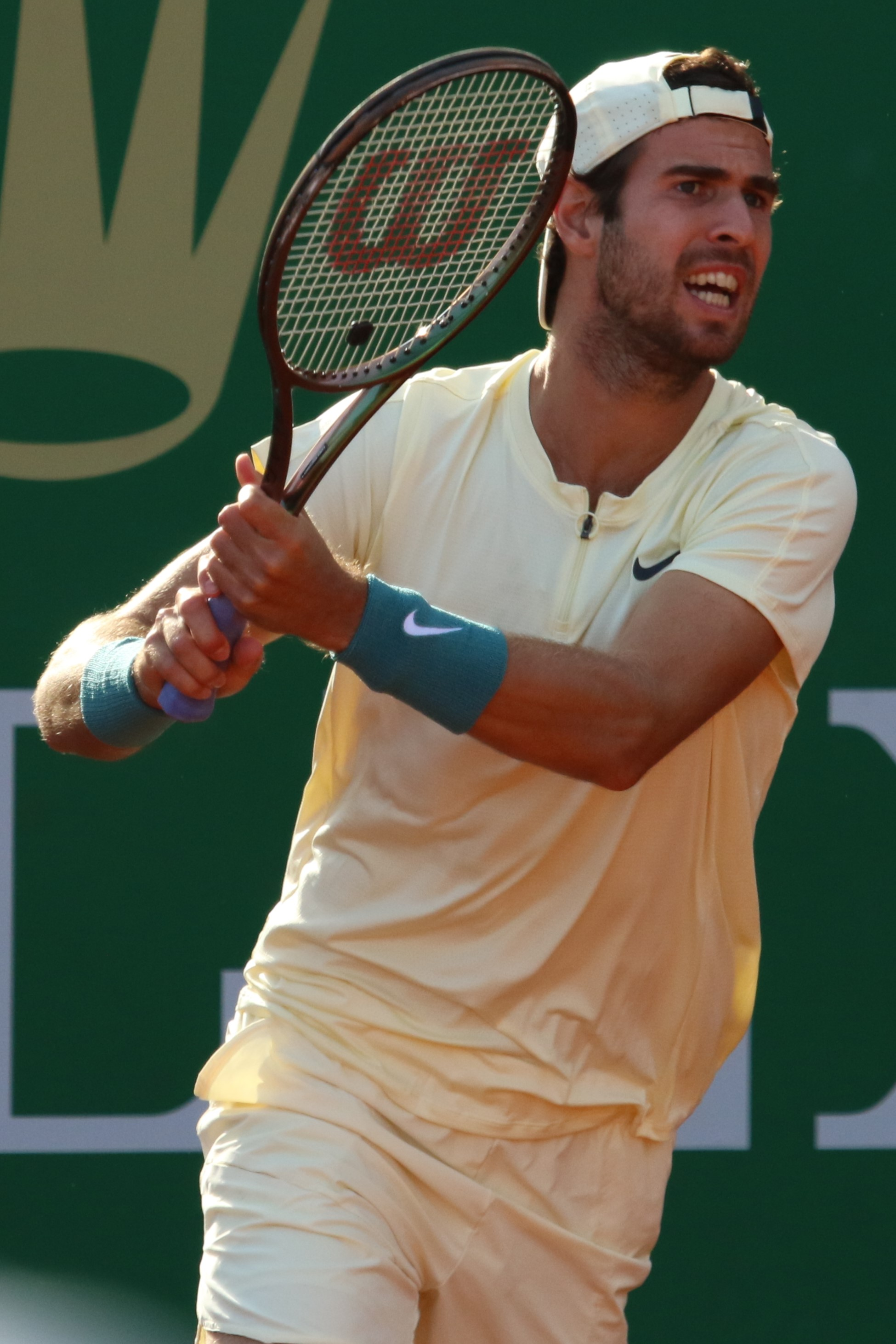
Bekhend na Monte-Carlo Masters 2023

Člena elitní dvacítky žebříčku poprvé porazil na antukovém Barcelona Open Banco Sabadell 2016, kde z pozice kvalifikanta ve druhém kole vyřadil španělskou turnajovou pětku a světovou sedmnáctku Roberta Bautistu Aguta, aby vzápětí skončil na raketě Ukrajince Alexandra Dolgopolova. V rámci série ATP Masters debutoval na březnovém Sony Open Tennis 2014 v Key Byscaine, kam získal divokou kartu. Po třísetovém průběhu odešel poražen od Španěla Daniela Gimeno-Travera. Do první stovky světové klasifikace premiérově pronikl 6. června 2016, když si zajistil semifinálovou účast na prostějovském challengeru UniCredit Czech Open 2016.
Debut v hlavní soutěži nejvyšší grandslamové kategorie zaznamenal v mužském singlu US Open 2016 po zvládnuté tříkolové kvalifikaci. V první fázi vyřadil italského kvalifikanta Thomase Fabbiana, aby následně skončil na raketě Japonce Keie Nišikoriho.
První finále na okruhu ATP Tour si zahrál na premiérovém ročníku zářijového Chengdu Open 2016 v čínském Čcheng-tu, v němž za 2.40 hodin zdolal španělskou turnajovou pětku Alberta Ramose-Viñolase po třísetovém průběhu. Získal tak první trofej, když do té doby na turnajích nikdy nepřešel přes čtvrtfinálovou fázi. Během turnaje mu patřila 101. pozice žebříčku ATP, čímž se v probíhající sezóně stal třetím šampionem události ATP mimo elitní stovku. Bodový zisk mu zajistil posun na kariérní maximum, když mu ve vydání z 3. října 216 patřila 55. příčka. Premiérovou trofej v sérii Masters si odvezl z pařížského Rolex Paris Masters 2018, kde postupně vyřadil čtyři hráče elitní světové desítky, Johna Isnera, Alexandra Zvereva, Dominica Thiema a srbskou světovou dvojku ve finále. V něm ukončil 22zápasovou neporazitelnost Novaka Djokoviće po dvousetovém průběhu. Bodový zisk jej posunul o sedm míst výše, na nové kariérní maximum, když mu ve vydání z 5. listopadu 2018 patřila 11. příčka. Ta mu zajistila druhé náhradnické místo na navazujícím Turnaji mistrů.
Semifinále na grandslamu si poprvé zahrál na US Open 2022 po výhře nad Australanem Alexem de Minaurem. Mezi poslední čtveřicí hráčů však podlehl norské světové sedmičce Casperu Ruudovi, čímž po devatenácté v řadě nestačil na  člena první světové desítky. Při Ruudově setbolu za stavu 5:6 v tiebreaku úvodní sady odehráli s 55 údery nejdelší výměnu celého ročníku. Rovněž navazující major Australian Open 2023 znamenal semifinálovou účast. Ve třetím kole zdolal světovou sedmnáctku Francese Tiafoea. Ve čtvrtfinále mu pak po zisku prvních dvou setů ve třetím skrečoval Američan Sebastian Korda kvůli zraněnému zápěstí. Do finále jej však nepustil čtvrtý muž žebříčku Stefanos Tsitsipas po čtyřsetovém průběhu. I pošesté tak s Řekem prohrál.

## Soukromý život
V dubnu 2016 se oženil s Veronikou Škljajevovou. Syn se do manželství narodil v září 2019. Jeho švagrem je běloruský tenista Ilja Ivaška, který si vzal sestru manželky.

## Utkání o olympijské medaile

### Mužská dvouhra: 1 (1 stříbro)
| Stav    | rok  | místo konání    | povrch | soupeř           | výsledek |
| ------- | ---- | --------------- | ------ | ---------------- | -------- |
| Stříbro | 2020 | Tokio, Japonsko | tvrdý  | Alexander Zverev | 3–6, 1–6 |

## Finále na okruhu ATP Tour
| Legenda                              |
| ------------------------------------ |
| D – dvouhra; Č – čtyřhra             |
| Grand Slam (0)                       |
| Turnaj mistrů (0)                    |
| Olympijské hry (0–1 D)               |
| ATP Tour Masters 1000 (1–1 D, 1–2 Č) |
| ATP Tour 500 (0–1 D, 0–1 Č)          |
| ATP Tour 250 (6–1 D, 0–1 Č)          |

### Dvouhra: 11 (7–4)
| Stav      | č. | datum             | turnaj              | kategorie      | povrch    | soupeř ve finále     | výsledek                |
| --------- | -- | ----------------- | ------------------- | -------------- | --------- | -------------------- | ----------------------- |
| Vítěz     | 1. | 2. října 2016     | Čcheng-tu, Čína     | ATP 250        | tvrdý     | Albert Ramos-Viñolas | 6–7(4–7), 7–6(7–3), 6–3 |
| Vítěz     | 2. | 25. února 2018    | Marseille, Francie  | ATP 250        | tvrdý (h) | Lucas Pouille        | 7–5, 3–6, 7–5           |
| Vítěz     | 3. | 21. října 2018    | Moskva, Rusko       | ATP 250        | tvrdý (h) | Adrian Mannarino     | 6–2, 6–2                |
| Vítěz     | 4. | 4. listopadu 2018 | Paříž, Francie      | ATP 1000       | tvrdý (h) | Novak Djoković       | 7–5, 6–4                |
| Finalista | 1. | 1. srpna 2021     | Tokio, Japonsko     | Olympijské hry | tvrdý     | Alexander Zverev     | 3–6, 1–6                |
| Finalista | 2. | 9. ledna 2022     | Adelaide, Austrálie | ATP 250        | tvrdý     | Gaël Monfils         | 4–6, 4–6                |
| Vítěz     | 5. | 26. září 2023     | Ču-chaj, Čína       | ATP 250        | tvrdý     | Jošihito Nišioka     | 7–6(7–2), 6–1           |
| Vítěz     | 6. | 24. února 2024    | Dauhá, Katar        | ATP 250        | tvrdý     | Jakub Menšík         | 7–6(14–12), 6–4         |
| Vítěz     | 7. | 20. října 2024    | Almaty, Kazachstán  | ATP 250        | tvrdý (h) | Gabriel Diallo       | 6–2, 5–7, 6–3           |
| Finalista | 3. | 27. října 2024    | Vídeň, Rakousko     | ATP 500        | tvrdý (h) | Jack Draper          | 4–6, 5–7                |
| Finalista | 4. | 7. srpna 2025     | Toronto, Kanada     | ATP 1000       | tvrdý     | Ben Shelton          | 7–6(7–5), 4–6, 6–7(3–7) |

### Čtyřhra: 5 (1–4)
| Stav      | č. | datum             | turnaj                                   | kategorie   | povrch    | spoluhráč      | soupeři ve finále                   | výsledek              |
| --------- | -- | ----------------- | ---------------------------------------- | ----------- | --------- | -------------- | ----------------------------------- | --------------------- |
| Finalista | 1. | 1. dubna 2018     | Miami, Spojené státy                     | ATP 1000    | tvrdý     | Andrej Rubljov | Bob Bryan Mike Bryan                | 6–4, 6–7(5–7), [4–10] |
| Finalista | 2. | 3. listopadu 2019 | Paříž, Francie                           | ATP Masters | tvrdý (h) | Andrej Rubljov | Pierre-Hugues Herbert Nicolas Mahut | 4–6, 1–6              |
| Vítěz     | 1. | 6. května 2023    | Madrid, Španělsko                        | ATP 1000    | antuka    | Andrej Rubljov | Rohan Bopanna Matthew Ebden         | 6–3, 3–6, [10–3]      |
| Finalista | 3. | 23. června 2024   | Queen's Club, Londýn, Spojené království | ATP 500     | tráva     | Taylor Fritz   | Neal Skupski Michael Venus          | 6–4, 6–7(5–7), [8–10] |
| Finalista | 4. | 5. ledna 2025     | Hongkong, Čína                           | ATP 250     | tvrdý     | Andrej Rubljov | Sander Arends Luke Johnson          | 5–7, 6–4, [7–10]      |

## Finále na challengerech ATP a okruhu ITF
| Legenda             |
| ------------------- |
| Challengery (2–1 D) |
| ITF (5–0 D; 1–0 Č)  |

### Dvouhra: 8 (7–1)
| Stav      | č. | datum           | turnaj                | povrch    | soupeř ve finále      | výsledek                      |
| --------- | -- | --------------- | --------------------- | --------- | --------------------- | ----------------------------- |
| Vítěz     | 1. | 25. srpna 2014  | Kao-siung, Tchaj-wan  | tvrdý     | Sriram Balaji         | 6–7(4–7), 6–4, 6–3            |
| Vítěz     | 2. | 8. září 2014    | Mylhúzy, Francie      | tvrdý (h) | David Guez            | 6–2, 6–0                      |
| Vítěz     | 3. | 2. března 2015  | Lille, Francie        | tvrdý (h) | Rudy Coco             | 6–1, 6–4                      |
| Vítěz     | 4. | 9. března 2015  | Balma, Francie        | tvrdý (h) | Fabien Reboul         | 6–4, 6–1                      |
| Vítěz     | 5. | 19. dubna 2015  | Buchara, Uzbekistán   | tvrdý     | Dzmitryj Žyrmont      | 7–5, 4–6, 6–3                 |
| Vítěz     | 6. | 20. září 2015   | Istanbul, Turecko     | tvrdý     | Serhij Stachovskyj    | 4–6, 6–4, 6–3                 |
| Finalista | 1. | 13. března 2016 | Jönköping, Švédsko    | tvrdý (h) | Andrej Golubjev       | 6–7(9–11), 7–6(7–5), 7–6(7–4) |
| Vítěz     | 7. | 14. května 2016 | Samarkand, Uzbekistán | antuka    | Rubén Ramírez Hidalgo | 6–1, 6–7(6–8), 6–1            |

### Čtyřhra: 1 (1–0)
| Stav  | č. | datum        | turnaj           | povrch    | spoluhráč       | soupeři ve finále             | výsledek              |
| ----- | -- | ------------ | ---------------- | --------- | --------------- | ----------------------------- | --------------------- |
| Vítěz | 1. | 8. září 2014 | Mylhúzy, Francie | tvrdý (h) | Daniil Medveděv | Olivier Charroin Elie Rousset | 7–6(7–5), 4–6, [10–7] |

## Finále soutěží družstev: 1 (1–0)
| Stav  | č. | soutěž                                                               | spoluhráči                                                    | soupeři ve finále                                               | výsledek |
| ----- | -- | -------------------------------------------------------------------- | ------------------------------------------------------------- | --------------------------------------------------------------- | -------- |
| Vítěz | 1. | Davis Cup 2021 5. prosince 2021 Madrid, Španělsko tvrdý, Caja Mágica | Daniil Medveděv Andrej Rubljov Aslan Karacev Jevgenij Donskoj | Chorvatsko                                                      | 2–0      |
| Vítěz | 1. | Davis Cup 2021 5. prosince 2021 Madrid, Španělsko tvrdý, Caja Mágica | Daniil Medveděv Andrej Rubljov Aslan Karacev Jevgenij Donskoj | Marin Čilić Nino Serdarušić Borna Gojo Mate Pavić Nikola Mektić | 2–0      |